# Платон (Березин)
Архимандрит Платон (в миру Павел Никитич Березин; 1788 — 23 июля 1828) — архимандрит Русской православной церкви, ректор Киевской духовной академии.

## Биография
Павел Березин родился в 1788 году в селе Павловском Александровской округи Владимирской губернии в семье священника.
С 1805 года он обучался во Владимирской духовной семинарии, а в 1814—1818 годах — в Московской духовной академии, где окончил курс магистром и был оставлен при Академии инспектором и преподавателем герменевтики, обличительного богословия и других предметов.
В 20-го октября 1818 году он постригся в монашество с именем Платон и 6-го декабря того же года рукоположён в иеромонаха.
25-го сентября 1821 года получил сан игумена Николаевского Угрешского монастыря, а в следующем, 1822 года, «по уважению к личным достоинствам», произведён в архимандрита Дмитровского Борисоглебского монастыря.
В то же время в Академии он с 1820 года состоял действительным членом академической Конференции и членом духовно-цензурного комитета, в 1821 году ревизовал Владимирскую и Пензенскую духовные семинарии, а с 1822 года был экстраординарным профессором.
Сохранились сведения о профессорской его деятельности в Академии: герменевтику и истолкование священного писания в 1819 году он преподавал по лекциям бывшего ректора архимандрита Филарета (Амфитеатрова), медленным истолковательным чтением прошёл книгу Бытия и скорым чтением — книги Исход, Левит, Числ, Второзаконие, Иисуса Навина и Судей; по сохранившемуся конспекту его полемических лекции по обличительному богословию, читанных на русском языке (новость тогдашнего времени) можно судить, что по объёму лекции его были обширны, а по содержанию — весьма занимательны: в них после предварительных понятий рассмотрены и критически разобраны системы скептицизма, критицизма, идеализма, материализма, спиритуализма, антропоморфизма, натурализма и пантеизма, учения Спинозы, Плотина, дуалистов, Савеллия, Ария, Македония, Пелагия, Социна и новейших английских натуралистов, римских католиков, лютеран, Цвинглия и Кальвина (детерминизм, или фатализм). Кроме того, он преподавал ещё историческое учение о русском расколе с присовокуплением и опровержения его. Ясно, что архимандрит Платон принадлежал к тем профессорам, которые работают «от зари до зари», не зная устали.
В 1826 году он перемещён был на должность ректора Вифанской духовной семинарии. Таким образом, вся жизнь и деятельность архимандрита Платона принадлежала Москве; только в июне 1828 года он был назначен ректором Киевской духовной академии, но 23-го июля того же года там скончался на 40-м году от рождения. Киевский митрополит Евгений (Болховитинов) писал о нём: «приехавши в Киев больным, он ничего не принимал и ни во что не входил в Академии».